# Епископ вршачки Петар
Петар  (Петар Јовановић Видак, Сремски Карловци, 1. јул 1768 — Темишвар, 9. децембар 1818) је био епископ Српске православне цркве на престолу горњокарловачких и вршачких владика.

## Живот
Епископ Петар (Јовановић Видак) рођен је у познатој породици Видак 1. јула 1768. године у Сремским Карловцима. Гимназију је завршио у Пожуну, а потом се уписао на Универзитет у Јени, где је три године „богословске науке охотно изучавао“.
Замонашио га је 21. септембра 1793. године у манастиру Хопову епископ бачки Јован (Јовановић). Узео га је код себе у двор, митрополит Стефан Стратимировић.
Приликом отварања клирикалне школе у Сремским Карловцима 1794. године, за првог учитеља постављен је протосинђел Петар Јовановић Видак, придворни монах ученог митрополита Стефана (Стратимировића). У току првог течаја протесинђел Петар је предавао „пространи катихизис“, а у другом течају о „дужностима презвитерским“.
За архимандрита хоповског произведен је 2. јуна 1797, а већ идуће године је постао архимандрит гргетешки.
На овом положају није се дуго задржао, јер је већ 30. јула 1801. године хиротонисан за епископа горњокарловачког. Као епископ горњокарловачки нарочиту пажњу посветио је катихизацији. Свима паросима, капеланима и ђаконима наредио је да „поучавају одрасле своје парохијане у свако вријеме и на сваком мјесту... још и сву дјецу обојега пола парохије своје без изузетка, мушку од 6 од 17, а женску од 8 до 16 година, договорно са надлежном компанијском командом, сваке недеље и празника, особито у љетно вријеме у цркву сабрати дати, и ту
пређе божанствене службе од 9 до 10 сати у хришћанској науци обучевати“. Епископ Петар је 1802. године отворио клирикалну школу у Плашком и у њој, заједно са протођаконом Павлом (Хаџићем), предавао две године. Године 1804. отворио је и „Славено-сербску школу“.
Његов плодан црквено-просветни рад у најпространијој епархији Карловачке митрополије прекинут је његовим премештајем на Вршачку епархију 8. новембра 1806. године. Именован је 1808. године правим тајним саветником.
Умро је у Вршцу 9. децембра 1818. године, и сахрањен у Светониколајевској вршачкој саборној цркви.